# Survivor Series (1987)
Survivor Series (1987) — щорічне pay-per-view шоу «Survivor Series», що проводиться федерацією реслінгу WWE. Шоу відбулося 26 листопада 1987 року в Richfield Coliseum у Огайо, США. Це було перше шоу в історії «Survivor Series». Чотири матча відбулися під час шоу.